# Список далекобійних ударів російсько-української війни (лютий 2022)
Стаття подає далекобійні удари (ракетні, БпЛА, авіабомбові, дальнобійної реактивної артилерії) обох сторін російсько-української війни у лютому 2022 року по тиловим населеним пунктам і місцевостям.
Не враховано удари вздовж лінії зіткнення та удари малим калібром артилерії, FPV-дронами тощо.

## Загальна інформація
24 лютого 2022 року близько 05:00 за київським часом, російський диктатор оголосив, що ухвалив рішення розпочати воєнну операцію на сході України. За кілька хвилин після оголошення війни Росія запустила крилаті та балістичні ракети по аеродромах, військових штабах і складах у Києві, Харкові, Івано-Франківську, Луцьку, Дніпрі, Василькові. Сталися вибухи в Києві, Харкові, Одесі та на Донбасі. У перший день повномасштабного вторгнення Росія підняла у повітря близько 350 бойових літаків у першій хвилі удару для застосування авіаційних ракет та авіабомбових ударів, на відстань до 300 км вглиб від лінії фронту. Наступні ракетно-бомбові удари російських військ все частіше влучали у житлову забудову, навчальні заклади та лікані.
Українські сили в першу чергу завдавали ударів по скупченням техніки та живої сили росіян, а також завдала поодиноких ударів ракетами 9К79-1 «Точка-У», зокрема по російській військовій базі у Міллєрово (де були знищено щонайменше один винищувач Су-30СМ) та нафтобазі у Ровеньках Луганської області.

## 24 лютого

### Російські удари
| місце                                 | зброя: збито/всього | зброя: збито/всього | влучання: загиблі/поранені                                           | влучання: загиблі/поранені |
| ------------------------------------- | ------------------- | ------------------- | -------------------------------------------------------------------- | -------------------------- |
| Львівська обл., Батятичі,             | Калібр              | 0/2+                | військова частина А4623                                              | —                          |
| Львівська обл., Броди                 | Калібр              | 0/3                 | військова частина                                                    | 0/2                        |
| Львівська обл., Новий Калинів         | Калібр              | 0/5                 | склади військової частини А3913                                      | —                          |
| Івано-Франківськ                      | Калібр              | 0/4                 | склад паливо-мастильних матеріалів аеропорту                         | —                          |
| Івано-Франківська обл., Корнич        | Калібр              | 0/2                 | Коломийський військовий аеродром                                     | 0/5                        |
| Луцьк                                 | ракета              | 0/6                 | Луцький військовий аеродром                                          | 0/1                        |
| Хмельницька обл., Старокостянтинів    | ракета              | ракета              | військовий аеродром                                                  | —                          |
| Вінницька обл., Бохоники              | ракета              | ракета              | військова частина                                                    | —                          |
| Вінницька обл., Калинівка             | ракета/БпЛА         | ракета/БпЛА         | Калинівський військовий арсенал                                      | 2/26                       |
| Вінницька обл., Теплик                | ракета              | ракета              | військова частина                                                    | —                          |
| Вінницька обл., Тульчин               | ракета              | ракета              | локаторна станція                                                    | —                          |
| Житомирська обл., Озерне              | ракета              | 0/2+                | військовий аеродром (влучання у Су-27 та паливозаправний автомобіль) | 6/2                        |
| Черкаська обл., Дубіївка              | ракета              | 0/1                 | військова частина                                                    | —                          |
| Черкаська обл., Паланка               | —                   | —                   | пошкоджено частину фасаду місцевої школи                             | —                          |
| Черкаська обл., Розсішки              | ракета              | ракета              | АЗС, склад з боєприпасами                                            | —                          |
| Черкаська обл., Умань                 | —                   | —                   | центральна частина міста Умань                                       | 1/5                        |
| Полтавська обл., Миргород             | ракета              | 0/2                 | військовий аеродром                                                  | —                          |
| Чернігівська обл., Ніжин              | ракета              | ракета              | пункт управління аеродрому ДСНС України                              | 0/6                        |
| Київ                                  | Х-31                | 1/1                 | ракета збита у районі метро Голосіївська українською ППО             | —                          |
| Київ                                  | ракета              | ракета              | пошкоджено житловий будинок біля аеропорту                           | —                          |
| Київська обл., Бровари                | ракета              | 0/2                 | дві військові частини міста                                          | 6/12                       |
| Київська обл., Бориспіль              | ракета              | ракета              | військова та цивільна інфраструктура                                 | —                          |
| Київська обл., Васильків              | ракета              | ракета              | військова та цивільна інфраструктура                                 | —                          |
| Київська обл., Вільча                 | ракета              | ракета              | військова та цивільна інфраструктура                                 | —                          |
| Київська обл., Гостомель              | —                   | —                   | удар по аеродрому ДП «Антонов»                                       | —                          |
| Київська обл., Калинівка              | ракета              | ракета              | військова та цивільна інфраструктура                                 | —                          |
| Київська обл., Луговики               | ракета              | ракета              | військова та цивільна інфраструктура                                 | —                          |
| Київська обл., Нові Петрівці          | ракета              | ракета              | загорання штабу НГУ                                                  | —                          |
| Київська обл., Межигірʼя              | ракета              | ракета              | атаковано пожежну частину, об'єкти військової інфраструктури         | —                          |
| Київська обл., Ольшаниця              | ракета              | ракета              | удар по складах боєприпасів                                          | —                          |
| Київська обл., Плесецьке              | ракета              | ракета              | військова та цивільна інфраструктура                                 | —                          |
| Київська обл., Прип'ять               | ракета              | ракета              | військова та цивільна інфраструктура                                 | —                          |
| Київська обл., Рагівка                | ракета              | ракета              | військова та цивільна інфраструктура                                 | —                          |
| Одеська обл., Буялик                  | ракета              | 0/2                 | територія аеродрому «Буялик»                                         | —                          |
| Одеська обл., Грибівка                | ракета              | 0/1                 | військова інфраструктура                                             | —                          |
| Одеська обл., Кароліно-Бугаз          | ракета              | 0/1                 | військова інфраструктура                                             | —                          |
| Одеська обл., Липецьке                | ракета              | 0/2                 | будівлі військової частини                                           | 22/?                       |
| Одеса                                 | ракета              | ракета              | склади виробничого цеху                                              | —                          |
| Миколаїв                              | авіаудар            | авіаудар            | здійснено авіаудар по території військової частини                   | —                          |
| Миколаївська обл., Очаків             | ракета              | ракета              | військовий порт, радар                                               | 0/4                        |
| Дніпро                                | ракета              | 0/1                 | інфраструктура аеропорту                                             | 0/1                        |
| Дніпропетровська обл., Краснопілля    | ракета              | ракета              | територія військової частини                                         | —                          |
| Дніпропетровська обл., Кривий Ріг     | ракета              | ракета              | удари по складах 17-ї танкової бригади                               | —                          |
| Дніпропетровська обл., Кривий Ріг     | ракета              | ракета              | військова частина 164 РТБр                                           | 0/1                        |
| Дніпропетровська обл., Марганець      | ракета              | ракета              | під обстріл потрапила військова частина                              | —                          |
| Запорізька обл., Бердянськ            | ракета              | 0/2                 | територія військової частини                                         | —                          |
| Запоріжжя                             | ракета              | ракета              | інфраструктура військового аеродрому                                 | —                          |
| Запорізька обл., Камʼянка-Дніпровська | ракета              | ракета              | центральний ринок та житлові будинки                                 | —                          |
| Запорізька обл., Мелітополь           | ракета              | ракета              | авіаційні удари по військовій базі                                   | —                          |
| Запорізька обл., Приморський Посад    | ракета              | ракета              | інфраструктура прикордонного підрозділу                              | —                          |
| Харків                                | БМ-30 «Смерч»       | БМ-30 «Смерч»       | споруди військової інфраструктури                                    | —                          |
| Харків                                | БМ-21 «Град»        | БМ-21 «Град»        | житлові будинки по вул. Миру, 25                                     | —                          |
| Харків                                | —                   | —                   | Харківський телецентр                                                | —                          |
| Харківська обл., Чугуїв               | ракета              | 0/1                 | склади пального та інша інфраструктура аеропорту                     | 2/2                        |
| Харківська обл., Чугуїв               | артобстріл          | артобстріл          | район житлової забудови, пошкоджена пʼятиповерхівка                  | 2/2                        |
| Херсонська обл., Нова Каховка         | ракета              | ракета              | територія військових частин                                          | —                          |
| Донецька обл., Вугледар               | Точка-У             | 0/1                 | російський касетний боєприпас влучив у міську лікарню Вугледару      | 4/10                       |
| Донецьк                               | Точка-У             | 0/1                 | не встановлено                                                       | —                          |

### Українські удари
| місце                      | зброя: збито/всього | зброя: збито/всього | влучання: загиблі/поранені              | влучання: загиблі/поранені |
| -------------------------- | ------------------- | ------------------- | --------------------------------------- | -------------------------- |
| Краснодарський край, Єйськ | —                   | —                   | ймовірна атака, наслідки не встановлені | —                          |

## 25 лютого

### Російські удари
| місце                              | зброя: збито/всього | зброя: збито/всього | влучання: загиблі/поранені                                          | влучання: загиблі/поранені |
| ---------------------------------- | ------------------- | ------------------- | ------------------------------------------------------------------- | -------------------------- |
| Київ                               | Іскандер            | 0/1                 | атака на житлову забудову Харківського масиву                       | —                          |
| Київ                               | ракета              | 0/1                 | житловий будинок по вулиці Кошиця, 7а, у Дарницькому районі столиці | —                          |
| Рівне                              | ракета              | 0/1                 | аеропорт«Рівне»                                                     | —                          |
| Хмельницька обл., Старокостянтинів | Калібр              | 0/5                 | військовий аеродром                                                 | —                          |
| Кропивницький                      | ракета              | ракета              | військова інфраструктура                                            | —                          |
| Полтавська обл., Миргород          | ракета              | 1/1                 | перехоплено українською ППО                                         | —                          |
| Чорне море                         | ракета              | ракета              | балкер Namura Queen                                                 | —                          |

### Українські удари
| місце                      | зброя: збито/всього | зброя: збито/всього | влучання: загиблі/поранені                            | влучання: загиблі/поранені |
| -------------------------- | ------------------- | ------------------- | ----------------------------------------------------- | -------------------------- |
| Ростовська обл., Міллєрово | Точка-У             | —                   | військовий аеродром, знищений щонайменше один Су-30СМ | 3/?                        |

## 26 лютого

### Російські удари
| місце                              | зброя: збито/всього | зброя: збито/всього | влучання: загиблі/поранені               | влучання: загиблі/поранені |
| ---------------------------------- | ------------------- | ------------------- | ---------------------------------------- | -------------------------- |
| Київ                               | ракета              | 0/1                 | житловий будинок на вулиці Лобановського | —                          |
| Київ                               | ракета              | 1/1                 | перехоплено українською ППО              | —                          |
| Хмельницька обл., Старокостянтинів | ракета              | 4/4                 | перехоплено українською ППО              | —                          |
| Житомирська обл., Озерне           | ракета              | 0/6                 | військовий аеродром                      | —                          |
| Сумська обл., Охтирка              | ракета              | 0/3                 | військова інфраструктура                 | —                          |

### Українські удари
| місце                    | зброя: збито/всього | влучання: загиблі/поранені | влучання: загиблі/поранені |
| ------------------------ | ------------------- | -------------------------- | -------------------------- |
| Луганська обл., Ровеньки | Точка-У             | нафтобаза                  | —                          |

## 27 лютого

### Російські удари
| місце                     | зброя: збито/всього        | зброя: збито/всього        | влучання: загиблі/поранені  | влучання: загиблі/поранені |
| ------------------------- | -------------------------- | -------------------------- | --------------------------- | -------------------------- |
| Київ                      | ракета                     | 1/1                        | перехоплено українською ППО | —                          |
| Волинська обл., Володимир | ракета                     | ракета                     | військова інфраструктура    | —                          |
| Житомир                   | Іскандер                   | 0/1                        | аеропорт «Житомир»          | —                          |
| Миколаїв                  | ракета                     | ракета                     | аеропорт «Миколаїв»         | —                          |
| Харківська обл., Ізюм     | обстріл, авіабомбовий удар | обстріл, авіабомбовий удар | житлова забудова міста      | —                          |

## 28 лютого

### Російські удари
| місце                      | зброя: збито/всього | зброя: збито/всього | влучання: загиблі/поранені                                             | влучання: загиблі/поранені |
| -------------------------- | ------------------- | ------------------- | ---------------------------------------------------------------------- | -------------------------- |
| Київ                       | Іскандер            | 0/1                 | не встановлено                                                         | —                          |
| Київська обл., Біла Церква | ракета              | 0/2                 | військова інфраструктура                                               | —                          |
| Київська обл., Бровари     | Іскандер            | 0/1                 | не встановлено                                                         | —                          |
| Київська обл., Васильків   | ракета              | ракета              | житлові будинки, гуртожиток                                            | 4/5                        |
| Київська обл., Калинівка   | ракета              | ракета              | житлові будинки, гуртожиток                                            | 4/5                        |
| Харків                     | ракета              | 0/16                | цивільна інфраструктура                                                | —                          |
| Харків                     | БМ-21 «Град»        | БМ-21 «Град»        | обстріл житлових будинків у районах Олексіївка, Салтівка, Павлове Поле | 11/40                      |
| Харківська обл., Ізюм      | авіабомбовий удар   | авіабомбовий удар   | пʼятиповерхові житлові будинки                                         | —                          |

## Підсумки
За період з 24 лютого по 28 лютого 2022 року фіксовано щонайменше 83 російських удари та 3 українських.